# Gare de Bar-sur-Aube
La gare de Bar-sur-Aube est une gare ferroviaire française de la ligne de Paris-Est à Mulhouse-Ville, située à proximité du centre-ville, sur le territoire de la commune de Bar-sur-Aube, dans le département de l'Aube, en région Grand Est.
C'est une gare de la Société nationale des chemins de fer français (SNCF), desservie par des trains régionaux TER Grand Est.

## Situation ferroviaire
Établie à 165 mètres d'altitude, la gare de Bar-sur-Aube est située au point kilométrique 220,605 de la ligne de Paris-Est à Mulhouse-Ville, entre les gares ouvertes de Vendeuvre-sur-Barse et de Chaumont.

## Histoire
La gare de Bar-sur-Aube est dotée d'un bâtiment voyageurs (BV) de type 7 (appellation de la Compagnie de l'Est) constitué d'un corps central à quatre ouvertures abritant la salle d'attente et l'appartement du chef de gare ; la travée médiane de l'étage est constituée d'une paire de fenêtres et surplombe une large porte d'entrée. Les ailes latérales sont symétriques et comportaient trois travées à l'origine. Le toit est de faible pente et toutes les ouvertures sont de plan rectangulaire, sauf l’œil-de-bœuf des pignons de l'étage. L'aile de droite a été portée à cinq travées au cours du XXe siècle.

## Fréquentation
De 2015 à 2024, selon les estimations de la SNCF, la fréquentation annuelle de la gare s'élève aux nombres indiqués dans le tableau ci-dessous.
| Année     | 2015   | 2016   | 2017   | 2018   | 2019   | 2020   | 2021   | 2022   | 2023    | 2024    |
| --------- | ------ | ------ | ------ | ------ | ------ | ------ | ------ | ------ | ------- | ------- |
| Voyageurs | 83 007 | 81 953 | 83 462 | 74 247 | 89 686 | 79 554 | 75 139 | 85 393 | 105 605 | 111 576 |

## Service des voyageurs

### Accueil
Gare SNCF, elle dispose d'un bâtiment voyageurs, avec guichet, ouvert tous les jours. Elle est équipée, d'automates pour l'achat de titres, d'une salle d'attente et d'un quai couvert.

### Desserte
Bar-sur-Aube est desservie par des trains TER Grand Est, notamment sur la relation de Paris-Est à Culmont-Chalindrey, Belfort ou Mulhouse-Ville, via Troyes.

### Intermodalité
Un parc pour les vélos et un parking sont aménagés. Elle est desservie par des cars des lignes TER Grand Est.

## Service des marchandises
Cette gare est ouverte au service du fret.